# Дуе Фонтане (Новара)
Дуе Фонтане је насеље у Италији у округу Новара, региону Пијемонт.
Према процени из 2011. у насељу је живело 2 становника. Насеље се налази на надморској висини од 160 м.